# Klamoš

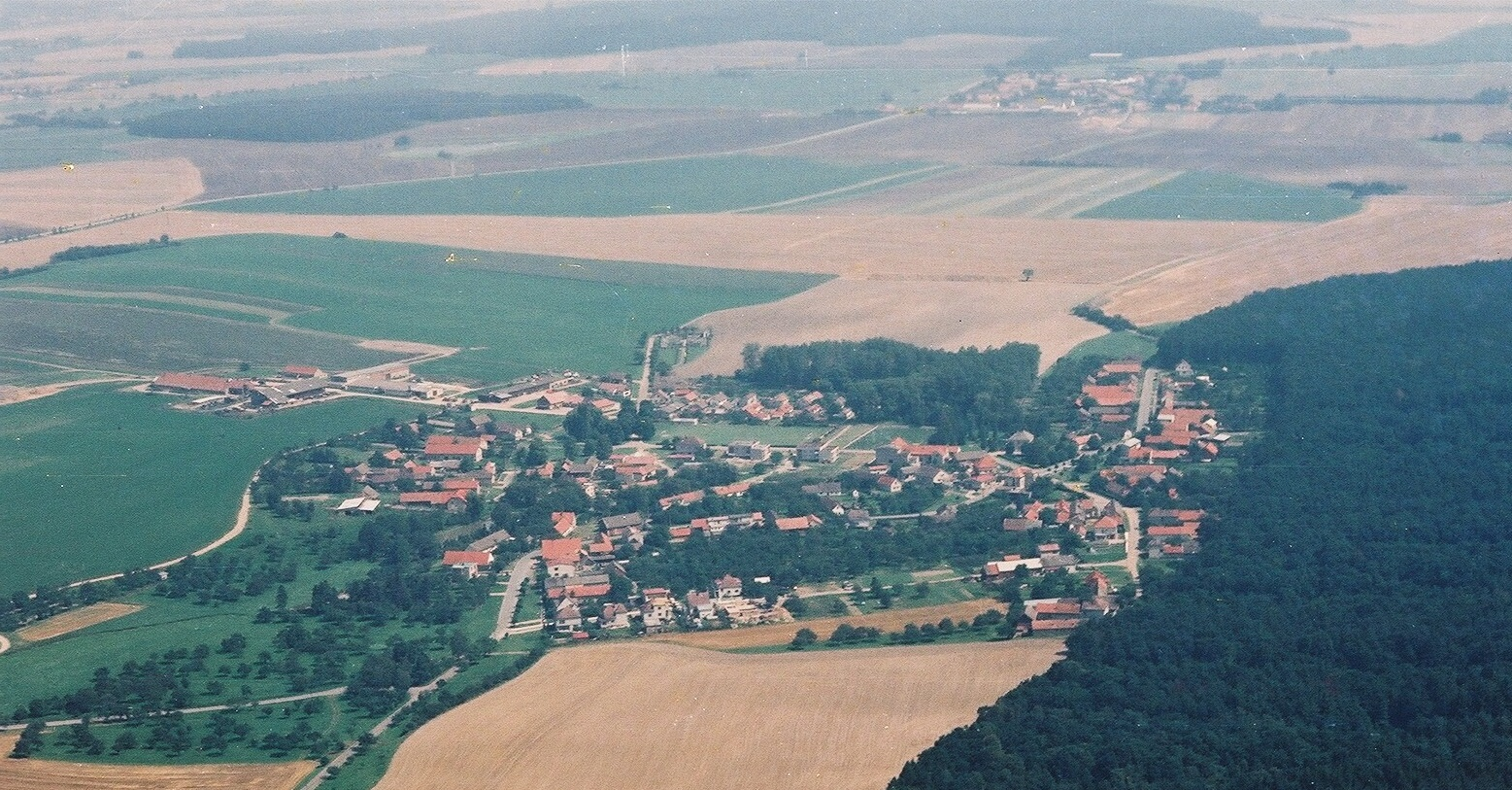
Luftaufnahme des Ortes

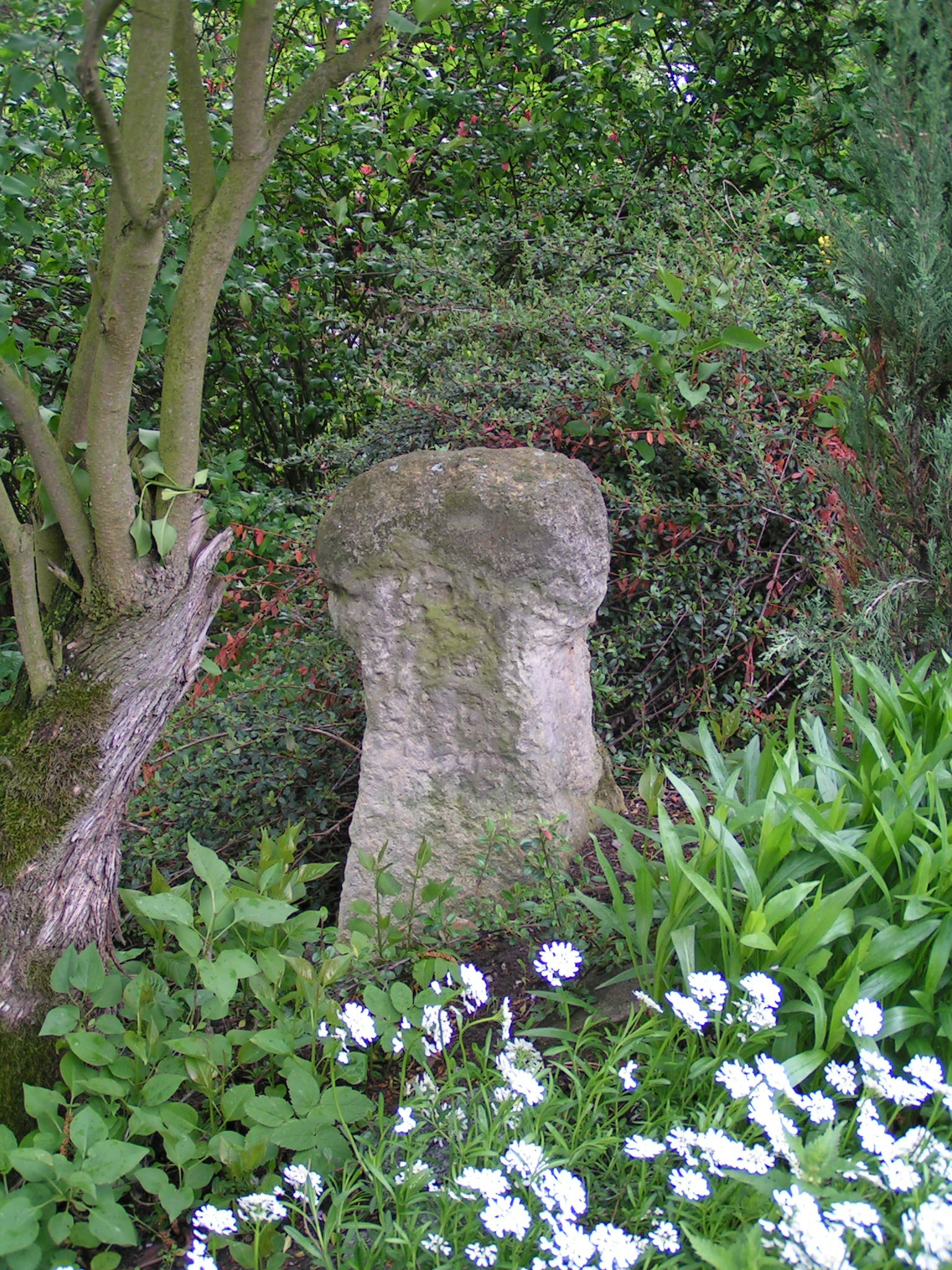
Sühnestein

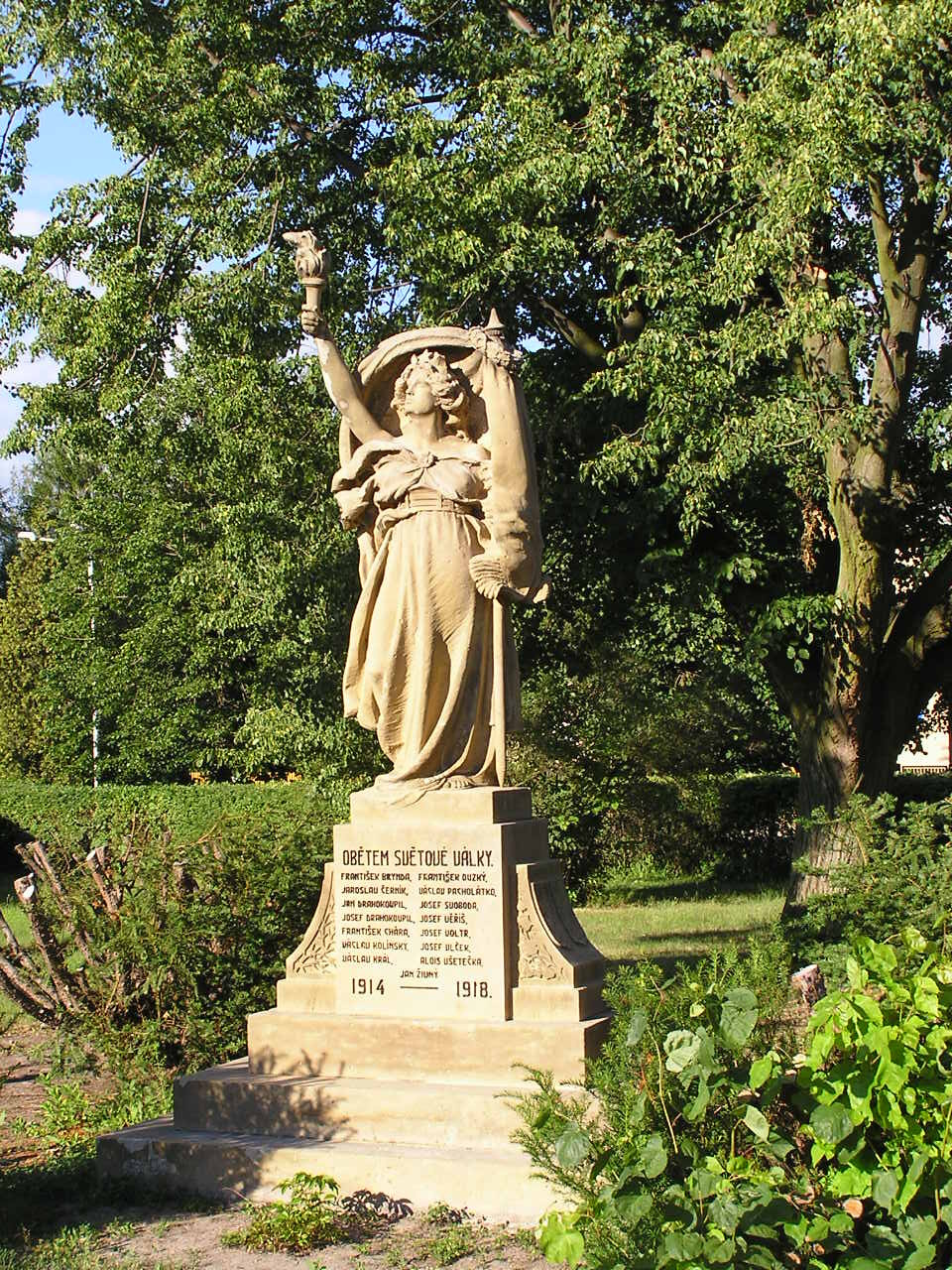
Denkmal für die Gefallenen des Ersten Weltkrieges

Klamoš (deutsch Klamosch) ist eine Gemeinde im Okres Hradec Králové in Tschechien. Sie liegt vier Kilometer südöstlich von Chlumec nad Cidlinou. Im Ort leben rund vierhundert Einwohner.

## Geographie
Klamoš befindet sich zwischen den Hügeln Kozí hora (258 m n.m.) und Tátrum (264 m n.m.) auf der Dobřenická plošina (Dobrzenitzer Hochfläche) am Oberlauf des Baches Pamětník. Nördlich des Dorfes verläuft die Dálnice 11.
Nachbarorte sind Nové Město im Norden, Stará Voda im Nordosten, Chýšť und Malé Výkleky im Osten, Žáravice, Vápno und Přepychy im Südosten, Újezd u Přelouče im Süden, Štít im Südwesten, Chárovna und Pamětník im Westen sowie Lučice, Rtanov und Kladruby im Nordwesten.

## Geschichte
Die erste urkundliche Erwähnung des Ortes erfolgte am 20. Dezember 1356, als Hermani de Glatmoss bei der Einsetzung eines neuen Pfarrers in Loučno mitwirkte. Der Ortsname Glatmoss lässt sich sprachlich dem bayrischen Dialektraum zuordnen; daher wird vermutet, dass die ursprünglichen Ansiedler aus bayrischem Dialektgebiet stammten. Der tschechische Ortsname Klamoš entwickelte sich später aus dem deutschen Ortsnamen. Die im Ort befindliche Feste bildete den Sitz der Vladiken von Klamoš, zu deren Besitzungen auch das Dorf Štít gehörte. Sie teilten sich das Kirchpatronat in Újezd mit den Vladiken von Újezd. 1361 wurde Jan Šerc von Klamoš erwähnt, zwischen 1370 und 1378 ist Půta von Klamoš, danach Neplach von Klamoš und im Jahre 1401 Milota von Klamoš nachweislich. Das Geschlecht erlosch 1508 mit dem Tod des Jetřich von Klamoš im Mannesstamme. Nach langwierigen Erbstreitigkeit wurde das Gut Klamoš 1521 durch Vojtěch von Pernstein aufgekauft, der zur selben Zeit auch die Herrschaften Chlumetz und Hradišťko-Žiželice erworben hatte. Er schlug das links der Cidlina gelegene Gut der Herrschaft Hradišťko-Žiželice zu. Johann von Pernstein, der die Herrschaften 1533 erworben hatte, veräußerte sie an König Ferdinand I., der sie 1547 zu einer Kammerherrschaft Chlumetz vereinigte. 1577 erhielt Johann von Wchinitz die Herrschaft als Pfand. König Matthias überschrieb 1611 die Kammerherrschaft Chlumetz für treue Dienste bei der Erlangung der Böhmischen Krone an Wenzel Graf Kinsky von Wchinitz und Tettau. Nachdem Wenzel Graf Kinsky 1620 in die Chlumetzer Pfarrkirche St. Ursula einfiel, um hussitische Gottesdienste zu unterbinden, brach in der Gegend ein Aufstand aus. Während des Dreißigjährigen Krieges verödete das Dorf. Im Jahre 1638 lag die Hälfte der zwölf Anwesen wüst. Im Jahre 1723 war Klamoš auf 23 Anwesen angewachsen. Im Jahre 1775 kam es in der Herrschaft Chlumetz zu einem großen Bauernaufstand.
Im Jahre 1833 bestand das im Bidschower Kreis gelegene Dorf Klamosch bzw. Klamoss aus 37 Häusern, in denen 270 Personen lebten. Zu Klamosch konskribiert war der einschichtige Meierhof Rtanow. Im Ort gab es ein Wirtshaus. Pfarrort war Wapno. Bis zur Mitte des 19. Jahrhunderts blieb Klamosch der Fideikommissherrschaft Chlumetz untertänig.
Nach der Aufhebung der Patrimonialherrschaften bildete Klamoš ab 1849 eine Gemeinde im Gerichtsbezirk Chlumetz. Ab 1868 gehörte das Dorf zum Bezirk Neubydžow. 1869 hatte Klamoš 357 Einwohner und bestand aus 55 Häusern. Die Freiwillige Feuerwehr wurde 1891 gegründet. Im Jahre 1900 lebten in Klamoš 444 Menschen, 1910 waren es 435. Östlich des Dorfes wurde 1901 ein Friedhof angelegt, im Jahr darauf wurde zwischen dem Kreuz im Dorf und dem Friedhof eine Kastanienallee angepflanzt. 1902 wurde auch eine zweiklassige Dorfschule eröffnet. Nach der Gründung der Tschechoslowakei wurde der Hof Rtanov im Zuge der Bodenreform parzelliert. 1923 erfolgte die Elektrifizierung des Dorfes. 1930 hatte Klamoš 492 Einwohner und bestand aus 95 Häusern. Im Zuge der Gebietsreform von 1960 wurde der Okres Nový Bydžov aufgelöst, seitdem gehört die Gemeinde zum Okres Hradec Králové. Am 14. Juni 1964 wurde Štít eingemeindet. Beim Zensus von 2001 lebten in den 176 Häusern der Gemeinde 421 Personen; davon entfielen 351 auf Klamoš (126 Häuser) und 70 auf Štít (50 Häuser).

## Gemeindegliederung
Die Gemeinde Klamoš besteht aus den Ortsteilen Klamoš (Klamosch)  und Štít (Schtit), die zugleich auch Katastralbezirke bilden. Zu Klamoš gehören außerdem die Einschichten Chárovna und Rtanov.

## Sehenswürdigkeiten
- Sühnestein aus dem Jahre 1713
- Sandsteinkreuz im Ortszentrum, errichtet 1852. Im Herbst 2008 fiel das Kreuz bei einem Sturm vom Sockel und zerbrach. Nach der Restaurierung wurde das Kreuz im April 2009 wieder aufgesetzt.
- 500-jährige Linde, an der Straße nach Přepychy
- Denkmal für die Gefallenen des Ersten Weltkrieges, enthüllt 1925. Die Skulptur der Freiheit wurde von Božena Peterková aus Chlumec nad Cidlinou geschaffen.
- Gedenkstein für die Gefallenen des Zweiten Weltkrieges